# Liste der Baudenkmale in Eilsum
Die Liste der Baudenkmale in Eilsum enthält die nach dem Niedersächsischen Denkmalschutzgesetz geschützten Baudenkmale in dem ostfriesischen Ort Eilsum, der zu der Gemeinde Krummhörn gehört. Die Quelle der Baudenkmale ist der Denkmalatlas Niedersachsen. Der Stand der Liste ist der 25. März 2024.

## Allgemein
In den Spalten befinden sich folgende Informationen:
- Lage: die Adresse des Baudenkmales und die geographischen Koordinaten. Kartenansicht, um Koordinaten zu setzen. In der Kartenansicht sind Baudenkmale ohne Koordinaten mit einem roten Marker dargestellt und können in der Karte gesetzt werden. Baudenkmale ohne Bild sind mit einem blauen Marker gekennzeichnet, Baudenkmale mit Bild mit einem grünen Marker.
- Bezeichnung: Bezeichnung des Baudenkmales
- Beschreibung: die Beschreibung des Baudenkmales. Unter § 3 Abs. 2 NDSchG werden Einzeldenkmale und unter § 3 Abs. 3 NDSchG Gruppen baulicher Anlagen und deren Bestandteile ausgewiesen.
- ID: die Objekt-ID des Baudenkmales
- Bild: ein Bild des Baudenkmales, ggf. zusätzlich mit einem Link zu weiteren Fotos des Baudenkmals im Medienarchiv Wikimedia Commons. Wenn man auf das Kamerasymbol klickt, können Fotos zu Baudenkmalen aus dieser Liste hochgeladen werden:

| Lage                                                 | Bezeichnung               | Beschreibung | ID       | Bild           |
| ---------------------------------------------------- | ------------------------- | --- | -------- | -------------- |
| Am Rathausplatz 53° 28′ 21″ N, 7° 8′ 24″ O           | Kirche                    | Einschiffiger romanischer Backsteinbau mit für Ostfriesland einzigartigem mächtigen Chorturm und bedeutender Chorausmalung aus Mitte 13. Jh. Ca. 1230–1260.                          | 34660059 | Weitere Bilder |
| Am Rathausplatz 53° 28′ 21″ N, 7° 8′ 23″ O           | Friedhof                  | | 34660502 | BW             |
| Bolkewehrster Weg 2 53° 28′ 50″ N, 7° 8′ 22″ O       | Wohnhaus                  | Wohnteil eines ehemaligen Gulfhofes, Scheune 1978 abgebrannt. Eineinhalbgeschossige Ziegelbau mit Klinkerziersetzung unter Satteldach mit Zementfaserplatten, originale Eingangstür. | 34660373 | BW             |
| Bolkewehrster Weg 2 53° 28′ 48″ N, 7° 8′ 24″ O       | Graft                     | | 34660479 | BW             |
| Bolkewehrster Weg 2 53° 28′ 50″ N, 7° 8′ 25″ O       | Baumbestand               | | 34660527 | BW             |
| Brunnenweg 1 53° 28′ 26″ N, 7° 8′ 25″ O              | Landarbeiterhaus          | | 34660085 | BW             |
| Fuhrmannsweg 4 53° 28′ 20″ N, 7° 8′ 25″ O            | ehem. Gaststätte          | Eingeschossiges, 1897 überformtes Steinhaus | 34660255 | BW             |
| Greetsieler Straße 9, 53° 29′ 17″ N, 7° 7′ 36″ O     | Gulfhaus (Schatthaus)     | Gulfhaus. Erneuert 1. Hälfte 19. Jh. und 1934. Im Wohngiebel ein prächtiges Wappen aus der ehemaligen Burg Middelstewehr. 17. Jh. (Kern).                                            | 34660180 | BW             |
| Greetsieler Straße 11, 53° 29′ 19″ N, 7° 7′ 36″ O    | Gulfhaus                  | In 1. Hälfte 19. Jh. erneuertes Gulfhaus. 17. Jh. (Kern). | 34660205 | BW             |
| Greetsieler Straße 22, 53° 29′ 16″ N, 7° 7′ 32″ O    | Gulfhaus                  | Ende 19. Jh. erneuerter Backsteinbau mit zum Teil originalen Fenstern. 1. Hälfte 19. Jh.                                                                                             | 34660155 | BW             |
| Greetsieler Straße 24, 53° 29′ 18″ N, 7° 7′ 33″ O    | Gulfhaus                  | Wohnteil erhalten, Wirtschaftsteil nach Brand durch Stahlkonstruktion ersetzt. | 34660230 | BW             |
| Hofstraße 4 53° 28′ 20″ N, 7° 8′ 28″ O               | Wohn-/ Wirtschaftsgebäude | | 34660108 | BW             |
| Wilhelm-Beckmann-Straße 1 53° 28′ 25″ N, 7° 8′ 29″ O | Gulfhaus                  | Eineinhalbgeschossiges Gulfhaus mit zwei Kornböden unter Krüppelwalmdach und erneuertem Wirtschaftsgiebel.                                                                           | 34660397 | BW             |
| Wilhelm-Beckmann-Straße 1 53° 28′ 24″ N, 7° 8′ 29″ O | Gulfscheune               | Wohl zeitgleiche Doppelscheune zur Gulfscheune des Haupthauses. Giebel mit historistischer Ziegelziersetzung und originalen Gusseisen-Fenstern                                       | 34660425 | BW             |
| Wilhelm-Beckmann-Straße 2 53° 28′ 23″ N, 7° 8′ 30″ O | Wohnhaus                  | | 34660350 | BW             |
| Wilhelm-Beckmann-Straße 6 53° 28′ 26″ N, 7° 8′ 27″ O | Landarbeiterhaus          | | 34660300 | BW             |